# Sumitomo Kinzoku Kōgyō
Sumitomo Kinzoku Kōgyō K.K. (jap. 住友金属工業株式会社, Sumitomo Kinzoku Kōgyō kabushiki kaisha, kurz: Sumikin (住金), engl. Sumitomo Metal Industries Ltd.) war ein japanisches Unternehmen mit Firmensitz in Ōsaka. Sumitomo Metal Industries Ltd. war eine Gesellschaft der Sumitomo-Gruppe.
Das Unternehmen war im Bergbau tätig und wurde 1897 gegründet. Zum 1. Oktober 2012 fusionierte es mit Shin-Nippon Seitetsu (Nippon Steel) zu Shinnittetsu Sumikin (Nippon Steel & Sumitomo Metal).

## Hauptbetätigungsfelder
Zu Sumitomo Metal Industries gehörten weltweit 25 Tochterunternehmen mit 100 % Beteiligung, 23 mit einer Mehrheitsbeteiligung von über 50 % und 26 mit einer Beteiligung von unter 50 %.
Zuletzt bauten Vallourec (61 %) & Sumitomo (39 %) die Tubos do Brasil, ein Röhrenwerk mit 600.000 Tonnen Kapazität in Brasilien.
Die Hauptbetätigungsfelder waren:
- Stahl- und Titanprodukte
- Röhren
- Zulieferer für Eisenbahn-, Automobil- und Maschinenbau
- Stahlbau
- Siliciumscheiben

Das japanische Tochterunternehmen Sumitomo Sitix wurde mit dem Siliciumbereich des Unternehmens Mitsubishi verbunden. Hieraus entstand das japanische Unternehmen SUMCO (Sumitomo Mitsubishi), der nach Shin-Etsu zweitgrößte Hersteller von Silicium-Wafern.